# I gemelli Cramp
I gemelli Cramp (The Cramp Twins) è una serie animata, trasmessa dal 2001 al 2004 su Cartoon Network. La serie è incentrata sulle avventure e soprattutto sui litigi di due gemelli che, anche se sono gemelli, sono diversi in ogni aspetto: Lucien (doppiato nell'originale da Kath Soucie), che è attento ai problemi della natura ed è sensibile, e Wayne (doppiato nell'originale da Tom Kenny), che è scontroso e colleziona cianfrusaglie.
I genitori dei due non sono meno particolari: la madre Dorothy (doppiata nell'originale da Nicole Oliver) è una maniaca dell'igiene e il padre Horace (doppiato nell'originale da Ian James Corlett) è ossessionato dai film western. Il migliore e pressoché unico amico di Wayne è Dirty Joe e la ragazza innamorata di lui è Wendy Winkle, perdutamente infatuata di lui nonostante il suo malcelato odio.
In Italia la serie è arrivata nel 2001 grazie a Cartoon Network ed è stata trasmessa in seguito anche dall'emittente Rai 2. Sempre in Italia la serie ha vinto, durante il festival d'animazione Cartoons on the Bay, il premio come "Miglior serie per bambini del 2005" per l'utilizzo insolito e anticonvenzionale della grafica dei personaggi e per l'interessante ideazione della serie come una divertente rappresentazione della vita reale.
La serie apparve la prima volta in Inghilterra il 3 settembre 2001 e raggiunse un discreto successo tra i bambini. Il cartone animato dei Gemelli Cramp si ispira ai romanzi grafici di Brian Wood: “Cramp Twins-They' re not at all alike" e “Cramp Twins-Swamp Fever”. Scritti nel 1995 e 1997 e pubblicati in Inghilterra da Bloomsbury Publishing. Una seconda stagione del cartone animato apparve nell'autunno 2004.
Negli USA i diritti sono posseduti dalla 4Kids Entertainment e lo spettacolo è mandato in onda su 4Kids TV. Lo spettacolo è stato anche trasmesso su Cartoon Network in Europa. Sempre negli USA tra il 2005 e il 2006 la serie faticò ad essere trasmessa in favore di Tokyo Mew Mew - Amiche vincenti.

## Personaggi principali
- Wayne Archibald Cramp: È il più alto e meno intelligente dei due fratelli. Ha una misteriosa carnagione bluastra e generalmente passa il tempo infastidendo suo fratello, divertendosi a tormentarlo con percosse ed insulti. Molti dei nomignoli da lui affibbiati al fratello, nella versione originale, sono composti con il suffisso "-pants", per esempio: "Girlpants!", che, in pratica, equivalgono a termini come "femminuccia" o "mammoletta". I suoi unici hobby consistono nel racimolare cianfrusaglie di ogni tipo, in particolare pezzi di vecchie automobili acquistati presso il suo amico sfasciacarrozze, Dirty Joe. Da quel che si evince in molte puntate, però, sembra addirittura avere una passione più o meno velata per la Storia, soprattutto per i periodi che sembrano concernere i suoi interessi: dalle antiche tecniche di imbalsamazione degli antichi egizi alla meccanica degli antichi strumenti di tortura medievale. È anche un grande patito di esplosivi e studia attentamente tutte le reazioni chimiche che possano provocare esplosioni più o meno importanti. Inoltre, sembra essere un appassionato di Heavy Metal (in una puntata lo si vede assistere ad uno show televisivo in cui un cantante truccato alla stessa stregua dei Kiss è intento a lanciarsi in una performance canora molto rumorosa) ed ama i film horror molto violenti, anche se molti di questi riescono comunque a spaventarlo. L'unica sua debolezza è costituita dalle attenzioni di Wendy Winkle, che ha una cotta ossessiva per lui, attratta dai suoi modi rozzi e privi di sentimenti. Wayne spesso svolge il ruolo di antagonista e/o oppositore, cercando di soddisfare i suoi desideri, che di solito sono a sfavore altrui. Nonostante sia nella stragrande maggioranza dei casi un personaggio negativo, in un episodio dimostra di avere un lato "sensibile". Difatti, in quella specifica puntata ha pianto al cinema commosso, anche se in futuro cercherà di dimenticarlo e non lo ammetterà mai, perché ritiene stupido esprimere i suoi sentimenti.
- Lucien Cramp: È il più sveglio dei due fratelli ed ha un carattere mite e gentile, pacifista ed ambientalista convinto, sensibile e responsabile. Tuttavia, la sua indole pacata e riflessiva fa di lui un facile bersaglio per le angherie e le prepotenze di Wayne, il quale non ha problemi a sottometterlo più e più volte, anche ricorrendo alle mani. Lucien dimostra comunque, nel corso della serie, di saper essere battagliero ed audace, nonché di possedere un forte lato machiavellico: non di rado lo si vede scendere in prima linea quando c'è da difendere una causa o un qualcosa in cui crede (è solito organizzare petizioni, raccolte di firme o proteste contro l'inquinamento prodotto dalle fabbriche di detersivi di Soap City, colpevoli per quel che gli riguarda, di rovinare l'ecosistema naturale). Ha pochi amici a causa della sua totale assenza di talento negli sport e per la sua inettitudine in tutti i giochi in voga fra i suoi coetanei, tuttavia quei pochi che gli sono accanto possono dirsi compagni leali. Fra questi vi sono Tony, piccolo abitante della Palude che condivide con lui l'amore per la natura e l'ambiente, e Mari, sua compagna di classe. Molto spesso l'intelligenza di Lucien si rivela un'arma a doppio taglio: l'essere consapevole di essere comunque una spanna superiore ai suoi coetanei lo porta ad assumere alcune volte un atteggiamento sprezzante ed eccessivamente baldanzoso, come quando rimprovera a Tony di essere troppo legato ad antiche superstizioni o quando, talmente convinto di fare la cosa giusta, commette errori madornali. Fra questi, ricordiamo il furto commesso da parte sua di Bubbles, la bertuccia mascotte della fabbrica di Walter Winkle, da Lucien ritenuta sfruttata e torturata. In verità l'animaletto era trattato come un figlio da Walter, il quale era rimasto visibilmente scosso ed impaurito dalla sua scomparsa.
- Signora Cramp (Dorothy Cramp): È la madre dei due gemelli e la moglie del signor Cramp. Ha la mania compulsiva dell'igiene.
- Signor Cramp (Horace Neville Cramp): Il signor Cramp lavora come venditore porta a porta per la fabbrica locale di sapone e prodotti per pulire. È anche un cowboy di terza classe e continua sempre, nonostante gli scarsi successi, a tentare di impressionare il suo boss: il signor Winkle.
- Tony Parsons: È il miglior amico di Lucien (anche se talvolta i due litigano) ed è un bambino della palude. Possiede un'ottima conoscenza della palude e delle sue tradizioni. Ha molti fratelli e molte sorelle, il nome di suo padre è Seth e quello di sua madre è Lily. È molto basso e spesso questa sua caratteristica gli causa non pochi problemi.
- Wendy Winkle: Wendy è la figlia di Walter Winkle, cresciuta come una bambina viziata a causa del suo stile di vita. Wendy non ha limiti nelle sue richieste perché nulla è fuori dalla portata dell'immenso portafogli dei suoi genitori. È incredibilmente scortese e rozza nei confronti di tutti, eccetto Wayne, di cui è innamorata.
- Mari Phelps: Mari è l'altra amica di Lucien. Spesso coopera con Lucien nei suoi sforzi per conservare l'ambiente, ma molto di frequente non può fare a meno di desiderare un po' più di potere per non rendere vani gli sforzi che fa.

### Altri personaggi
- Il signor Winkle (Eely "Walter" Winkle): Il presidente della maggiore fabbrica di sapone e prodotti per l'igiene di Soap City; sua figlia è Wendy WInkle e uno dei suoi dipendenti è il Sig. Cramp. Walter appare come un uomo sicuro e pieno di sé, apparentemente tutto d'un pezzo e privo di paure ed insicurezze. Tuttavia è prontissimo a sottomettersi ai voleri e alle "richieste" di sua moglie e di sua figlia, rendendosi incapace, in quelle circostanze, di opporre un secco rifiuto o comunque prendere una posizione decisa. Di contro, è sgarbato e molto duro con i suoi dipendenti, specialmente con Horace Cramp del quale non ricorda mai il nome (è solito chiamarlo "Norman" o più semplicemente "Cramp"). È cresciuto nella palude e sembra conoscerne molto bene abitanti e tradizioni, tuttavia non vuole che si sappia in giro, in quanto questo potrebbe compromettere la sua posizione di uomo ricco e potente. In un episodio si scopre che il suo vero nome è Eely.
- Seth e Lily Parsons: I genitori di Tony. Persone semplici e pacate, amanti della frugalità e della vita di campagna. Seth ha comunque un passato burrascoso: fu infatti, da giovanissimo, "Il Cappelluccio", braccio destro del celeberrimo bandito di Soap City "Cattivo Seme", avo dei Cramp. Tuttavia egli è solito sorridere sulle sue birichinate, definendole come dei semplici "errori di gioventù". Curiosamente, in una foto che lo ritraeva all'epoca delle sue scorribande, si può notare come fosse identico a suo figlio Tony, persino nella statura. In un episodio si scopre che ha avuto un passato da fenomeno da baraccone nei circhi, cimentandosi in acrobazie con lo skateboard: ciò causa forti attriti con la moglie Lily, la quale rimprovera sempre il marito per questa sua attitudine, mai del tutto sopita.
- Miss Hilary Hissy: è l'insegnante della classe di Lucien e Wayne. Egocentrica e facilmente irascibile, è un'insegnante inflessibile ed incorruttibile, che non si fa troppi problemi a punire i suoi studenti o a mortificarli ogni volta che ne ha l'occasione, grazie al suo pungente sarcasmo e alla sua naturale "acidità" caratteriale.
- Dirty Joe: è lo sfasciacarrozze di Soap City e forse l'unico vero amico di Wayne. Il ragazzaccio infatti, oltre a comprare da lui pezzi di ricambio per automobili o cianfrusaglie varie, molto spesso gli pone domande inerenti alle problematiche della sua vita e ai suoi normali dubbi di bambino (ad esempio come imparare a difendersi), considerandolo quasi come un secondo padre più che un migliore amico. Joe ha comunque due "veri" figli, che nemmeno considera tali tanto li ritiene inetti. I due sembrano, a loro volta, molto intimoriti dal loro genitore. Non si è mai vista la sua faccia. Il suo nome è un gioco di parole sul termine inglese Dirty Job, ovvero "lavoro sporco" e denota inoltre, come intuibile, la sua scarsa igiene personale.

## Doppiatori
| Personaggio   | Doppiatori originali | Doppiatori italiani                                |
| ------------- | -------------------- | -------------------------------------------------- |
| Wayne Cramp   | Tom Kenny            | Stefano Billi                                      |
| Lucien Cramp  | Kath Soucie          | Francesco Pezzulli (1° voce) Paolo Vivio (2° voce) |
| Mary          | Tabitha St. Germain  | Gaia Bolognesi                                     |
| Wendy Winkle  | Jayne Patterson      | Barbara Pitotti                                    |
| Horace Cramp  | Ian James Cortlett   | Guido Sagliocca                                    |
| Dorothy Cramp | Nicole Oliver        | Raffaella Castelli                                 |
| Tony Parson   | Terry Klassen        | Leonardo Graziano                                  |
| Seth Parson   | Terry Klassen        | Raffaele Uzzi                                      |
| Lily Parson   | Cathy Weseluck       | Daniela Di Giusto                                  |
| Miss Hissy    | Cathy Weseluck       | Roberta Gasparetti                                 |
| Dirty Joe     | Lee Tockar           | Tony Orlandi                                       |

## Episodi
| Stagione         | Episodi | Prima TV USA | Prima TV Italia |
| ---------------- | ------- | ------------ | --------------- |
| Prima stagione   | 26      | 2001         | 2002            |
| Seconda stagione | 26      | 2005         |                 |